# Mario Camerini
Mario Camerini (Roma, 6 de febrero de 1895 - Gardone Riviera, 4 de febrero de 1981) fue un director de cine italiano. 
Después de unos inicios en el cine mudo, su primera obra destacable fue Gli uomini, che mascalzoni!, película de 1932 en la que dirigió a un jovencísimo Vittorio de Sica. 
En 1955 realizó Ulises, adaptación de la Odisea con Kirk Douglas representando el personaje de Ulises, Silvana Mangano representando los de Penélope y Circe y Anthony Quinn encargándose del de Antínoo.